# 萨奥利县
薩奧利縣（英語：Sa'Ole County）是美屬薩摩亞東區的一個縣。該縣由奧努烏島及圖圖伊拉島、阿洛福島和阿莫利島四個島所組成。

## 人口統計
薩奧利縣首次的人口記錄是從1912年的特別人口普查開始的。從1920年開始，每十年進行一次定期人口普查。